# Yên Na
Yên Na là một xã thuộc tỉnh Nghệ An, Việt Nam. Xã được hình thành trên cơ sở sáp nhập xã Yên Tĩnh và xã Yên Na của huyện Tương Dương trong đợt Sáp nhập tỉnh thành Việt Nam 2025.

## Địa lý
Xã Yên Na có vị trí địa lý:
- Phía Đông giáp xã Yên Hòa, xã Nga My và xã Mường Quàng;
- Phía Nam giáp xã Tam Quang, xã Tam Thái, xã Tương Dương và xã Yên Hòa;
- Phía Tây giáp xã Tương Dương và xã Lượng Minh;
- Phía Bắc giáp xã Lượng Minh, xã Hữu Khuông và xã Mường Quàng.

Xã Yên Na có diện tích tự nhiên 297,32 km².

## Hành chính và tên gọi
Xã Yên Na được thành lập theo Nghị quyết số 1678/NQ-UBTVQH15 của Ủy ban Thường vụ Quốc hội Việt Nam, ban hành ngày 16 tháng 6 năm 2025. Theo đó, sắp xếp toàn bộ diện tích tự nhiên, quy mô dân số của xã Yên Tĩnh và xã Yên Na thuộc huyện Tương Dương trước đây thành một xã mới có tên gọi là xã Yên Na.
Trước đó, theo Đề án sắp xếp đơn vị hành chính cấp xã tỉnh Nghệ An, xã này là xã Tương Dương 5.
Sau sắp xếp xã có diện tích tự nhiên: 297,32 km², quy mô dân số: 9.530 người.